# Little Canada
Pour les articles homonymes, voir Canada (homonymie).
La ville de Little Canada est située dans le comté de Ramsey, dans l’État du Minnesota, aux États-Unis. Sa population s’élevait à 9 773 habitants lors du recensement de 2010, estimée à 10 344 habitants en 2016.

## Démographie
| Groupe            | Little Canada | Minnesota | États-Unis |
| ----------------- | ------------- | --------- | ---------- |
| Blancs            | 74,6          | 85,3      | 72,4       |
| Asiatiques        | 13,1          | 4,0       | 4,8        |
| Afro-Américains   | 6,6           | 5,2       | 12,6       |
| Autres            | 2,8           | 2,0       | 6,4        |
| Métis             | 2,5           | 2,4       | 2,9        |
| Amérindiens       | 0,5           | 1,1       | 0,9        |
| Total             | 100           | 100       | 100        |
|                   |               |           |            |
| Latino-Américains | 5,8           | 4,7       | 16,7       |

Selon l'American Community Survey, pour la période 2011-2015, 79,76 % de la population âgée de plus de 5 ans déclare parler anglais à la maison, alors que 5,15 % déclare parler l'espagnol, 4,13 % une langue chinoise, 2,95 % une langue africaine, 2,49 % une langue hmong, 2,25 % le vietnamien, 0,73 % l'italien et 2,55 % une autre langue.
Le revenu par habitant était en moyenne de 30 210 dollars par an entre 2012 et 2016, en-dessous de la moyenne du Minnesota (33 225 dollars), et à la moyenne nationale (29 829 dollars). Sur cette même période, 10 % des habitants de Little Canada vivaient sous le seuil de pauvreté (contre 10,8 % dans l'État et 12,7 % à l'échelle des États-Unis).

## Jumelage
- Thunder Bay (Canada)

## Source
- (en) Cet article est partiellement ou en totalité issu de l’article de Wikipédia en anglais intitulé « Little Canada, Minnesota » (voir la liste des auteurs).

1. ↑  (en) « Little Canada, MN Population - Census 2010 and 2000 », sur censusviewer.com.
2. ↑  (en) « Population of Minnesota - Census 2010 and 2000 », sur censusviewer.com.
3. ↑  (en) « Language spoken at home by ability to speak english for the population 5 years and over », sur factfinder.census.gov.
4. ↑  (en-US) « U.S. Census Bureau QuickFacts: Little Canada city, Minnesota; Minnesota; UNITED STATES », sur Census Bureau QuickFacts (consulté le 7 mai 2018).